# Senador Salgado Filho
Senador Salgado Filho är en kommun i Brasilien.   Den ligger i delstaten Rio Grande do Sul, i den södra delen av landet, 1 500 km sydväst om huvudstaden Brasília. Antalet invånare är 2 814.
Trakten runt Senador Salgado Filho består till största delen av jordbruksmark. Runt Senador Salgado Filho är det ganska glesbefolkat, med 34 invånare per kvadratkilometer.